# Albert L. Allred
Albert Louis Allred (* 19. September 1931 in Mount Airy, North Carolina) ist ein US-amerikanischer Chemiker (Anorganische Chemie, Elektronegativität) und emeritierter Professor am Weinwer College of Arts and Sciences.
Allred studierte Chemie an der University of North Carolina mit dem Bachelor-Abschluss 1953 und an der Harvard University mit dem Master-Abschluss 1955 und der Promotion 1957. 1956 wurde er Instructor, 1958 Assistant Professor und 1969 Professor am College of Arts and Sciences der Northwestern University. 1980 bis 1986 war er Chairman der Abteilung Chemie. 1992 wurde er dort Acting Vice President für Forschung und Dekan der Graduate School.
1987 war er Gastwissenschaftler an der Universität Cambridge, 1965 Honorary Research Associate am University College London und 1967 an der Universität Rom. 1963 bis 1965 war er Sloan Research Fellow. Er ist seit 1981 Fellow der American Association for the Advancement of Science.
Allred führte mit Eugene G. Rochow 1958 die Allred-Rochow-Skala der Elektronegativität ein. Außerdem befasste er sich mit synthetischer anorganischer und metallorganischer Chemie und Elektrochemie.
Er ist seit 1958 mit Nancy Willis verheiratet und hat drei Kinder.

## Schriften
- A. L. Allred: Electronegativity values from thermochemical data, in: Journal of Inorganic and Nuclear Chemistry. Band 17, Nr. 3–4, Mai 1961, S. 215–221,
- A. L. Allred, E. G. Rochow: A scale of electronegativity based on electrostatic force, in: Journal of Inorganic and Nuclear Chemistry. Band 5, Nr. 4, 1958, S. 264–268